# Sadun ar-Ruayní
Sadun ar-Ruayní —àrab: سعدون الرعيني, Saʿdūn ar-Ruʿaynī— va ésser valí de Barcelona del 792 fins al 800. Les fonts llatines l'esmenten com a Zade o Zada.
Fou nomenat el 792 per l'emir de Còrdova. El 796 es va enfrontar a l'emir i va demanar ajuda als francs. El curs dels esdeveniments és poc clar. En aquest any Lluís el Pietós fou enviat pel seu pare, junt amb el seu germà Carles, a la frontera amb els sarraïns per venjar la derrota del 793. Els dos prínceps haurien devastat la zona fronterera. Hixam I havia mort el 16 d'abril del 796 i al seu fill i successor al-Hàkam I li va disputar el poder el seu oncle Abd-Al·lah ibn Abd-ar-Rahman que va arribar a Hispània des del Marroc, i es va dirigir a la Marca Superior, però les condicions no eren favorables a la revolta, i junt amb els seus fills Ubayd-Al·lah i Abd-al-Màlik es va retirar a territori de Carlemany acompanyant a Lluís i Carles i amb aquests es van presentar-se a la cort franca a Aquisgrà; els prínceps musulmans van oferir al rei franc la seva cooperació per a la conquesta de Barcelona fins al riu Ebre. Sadun hauria donat suport a la revolta d'Abd-Al-lah o almenys estava enfrontat a al-Hàkam, i aconsellat aparentment per Lluís i Carles, l'abril del 797 va viatjar a Aquisgrà on va oferir a Carlemany la lleialtat de la ciutat a canvi de l'ajuda contra l'emir. Després de l'entrevista Carlemany va despatxar al seu fill Lluís contra Osca, on el valí li refusava la lleialtat que anteriorment li havia mantingut quasi sempre Abu Taur. No se sap com va transcórrer la campanya i si Osca fou assetjada; al final dels combats va tornar a Germània per reunir-se amb el seu pare al nou palau d'Héristal al Weser. El 798 Carlemany va enviar a Lluís cap a la frontera amb Abd-Al·lah i els seus fills amb orde d'afavorir la seva lluita; el príncep només arribar va iniciar la lluita i es va apoderar de València però no va tenir cap cooperació efectiva dels carolingis.
Quan els francs van fer l'expedició cap a Barcelona el 800 Sadun ja s'havia reconciliat amb l'emir i no va voler lliurar la ciutat als francs. Assetjat a Barcelona a la tardor del 800, veient que el setge de Barshiluna s'allargava i que arribaria fins a l'hivern, va fugir per demanar ajut a Còrdova, però va ser descobert i capturat a Narbona, sent dut a Aquisgrà on va ser executat. o condemnat a exili. El seu lloc el va ocupar el capitost musulmà Harun, parent de Sadun, emparentat també amb la noblesa goda local.
Segons un epitafi de l'abat de Castres, Sadun tenia un nebot anomenat Beru que fou convertit al cristianisme per la predicació d'Elisachar, prior de l'abadia, on fou enterrat l'any 800.